# Lista episoadelor din Blood Lad
Lista episoadelor din Blood Lad cuprinde episoadele din anime-ul Blood Lad, care îl are în rolul principal pe Staz, un vampir obsedat de lumea oamenilor, și pe Fuyumi, o fată umană care a fost omorâtă și transformată într-o fantomă după ce s-a rătăcit în lumea demonilor. Staz îi promite lui Fuyumi că o va ajuta să-și recapete umanitatea prin a o aduce înapoi la viață, asta însemnând că are ocazia să viziteze lumea umană.

### Episoade

#### Blood Lad
Această listă cuprinde episoadele din anime-ul Blood Lad.
1. E un schelet acum
2. Înapoi acasă, dar nu chiar
3. O aveai în tot acest timp
4. Către Lumea Demonilor, Acropolis
5. Obiectiv: Demon Neidentificat
6. Aia e prietenie
7. Liz, pentru prima dată
8. Numărul 2 e o comoară
9. Păcatele Ochelaristului
10. Eroul Întunecat apare

### OVA

#### Blood Lad OVA
Această listă cuprinde OVA, OVA-urile fiind episoade care arată un trecut al unui personaj sau o întâmplare nearătată în episoade.
1. Eu nu sunt o pisică